# Hospital Greenwich (Londres)

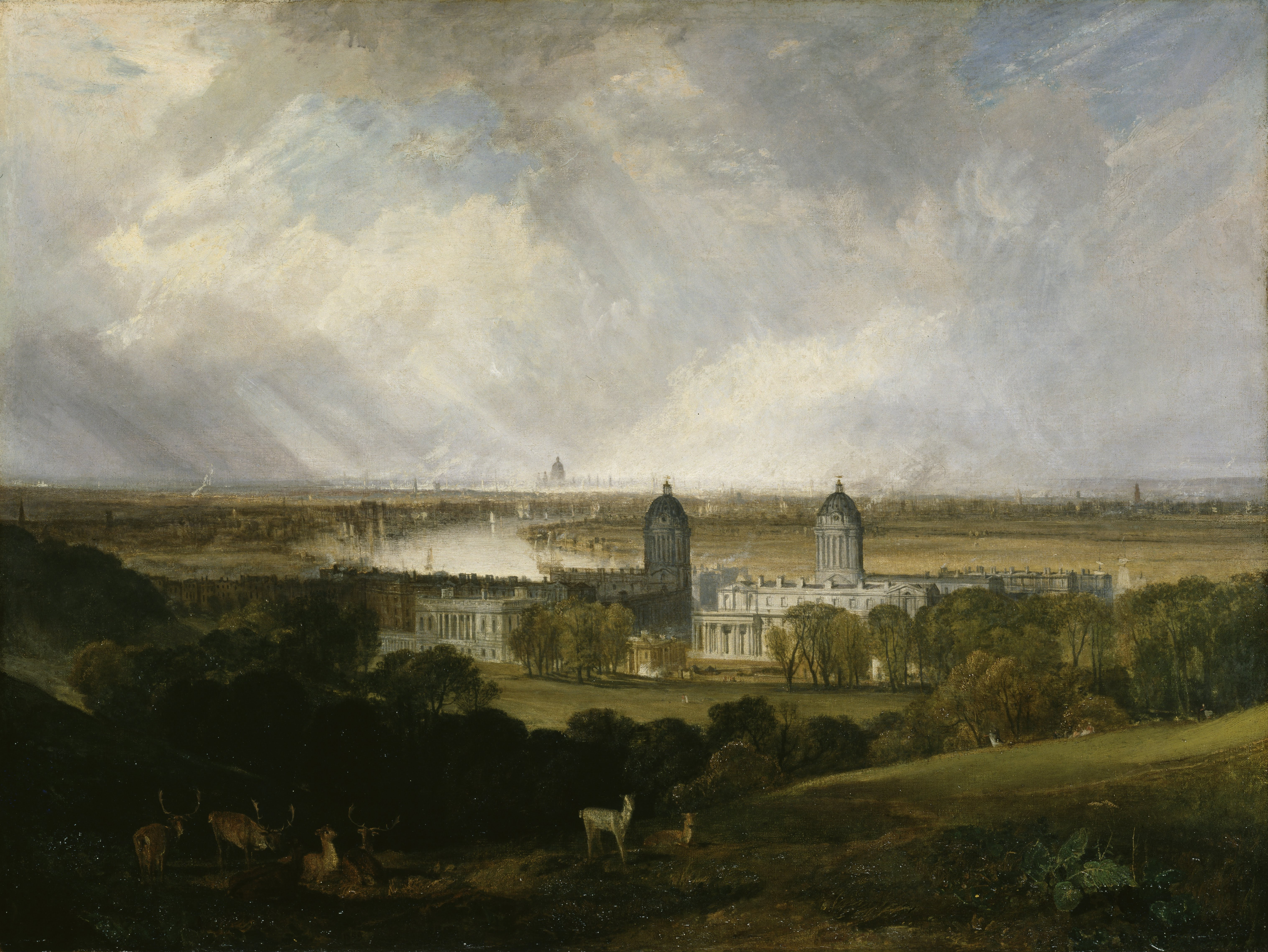
Hospital de Greenwich, na pintura Londres do Parque de Greenwich, em 1809, de William Turner

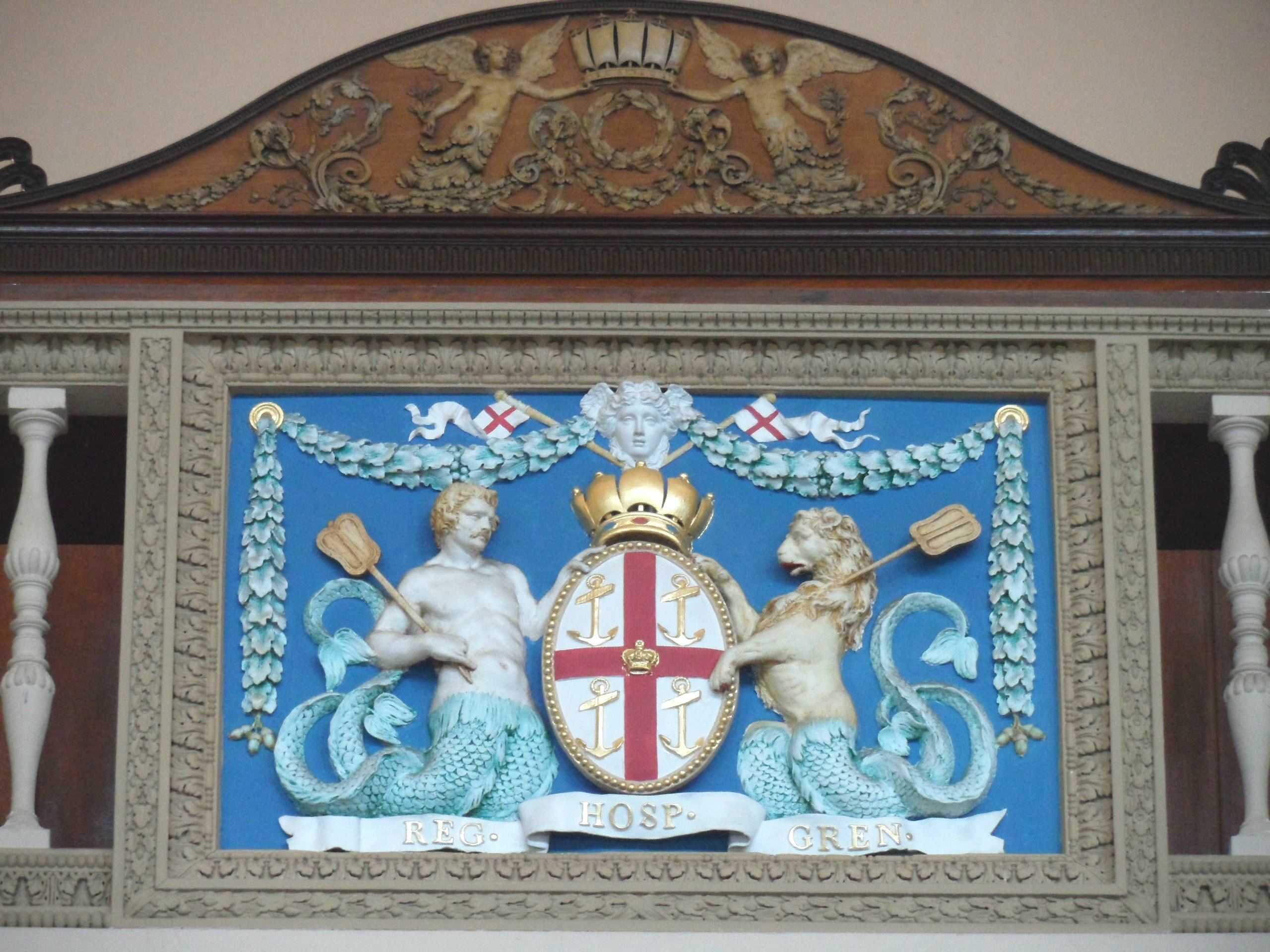
Detalhe na Capela de São Pedro e São Paulo

O Hospital Greenwich foi um lar permanente para marinheiros aposentados da Marinha Real, que operou de 1692 a 1869. Os seus edifícios, inicialmente o Palácio de Greenwich, em Greenwich, Londres, foram posteriormente usados pelo Royal Naval College, Greenwich e pela Universidade de Greenwich, e agora são conhecidos como Old Royal Naval College . A palavra "hospital" foi usada no sentido de fornecer acomodação (hospitalidade) aos necessitados, não no sentido de assistência médica, embora o edifício incluísse uma enfermaria que, após o fechamento do Greenwich Hospital, funcionou como Dreadnought Seaman's Hospital até 1986.
A fundação que administrava o hospital ainda existe, para o benefício dos antigos membros da Marinha Real e os seus dependentes. Atualmente, oferece moradia supervisionada noutros sítios.

## História
O hospital foi criado como Hospital Real para Marinheiros em Greenwich, pela vontade da Rainha Maria II, que se inspirou na visão dos marinheiros feridos que retornaram da Batalha de La Hogue em 1692. Ordenou que a ala do Rei Charles do palácio — originalmente projetada pelo arquiteto John Webb para o Rei Charles II em 1664 — fosse remodelada como um hospital naval para servir de equivalente ao Hospital Chelsea para soldados. Sir Christopher Wren e o seu assistente Nicholas Hawksmoor ofereceram os seus serviços gratuitamente como arquitetos do novo Royal Hospital. Sir John Vanbrugh sucedeu Wren como arquiteto, completando o complexo de acordo com os planos originais de Wren.ns.

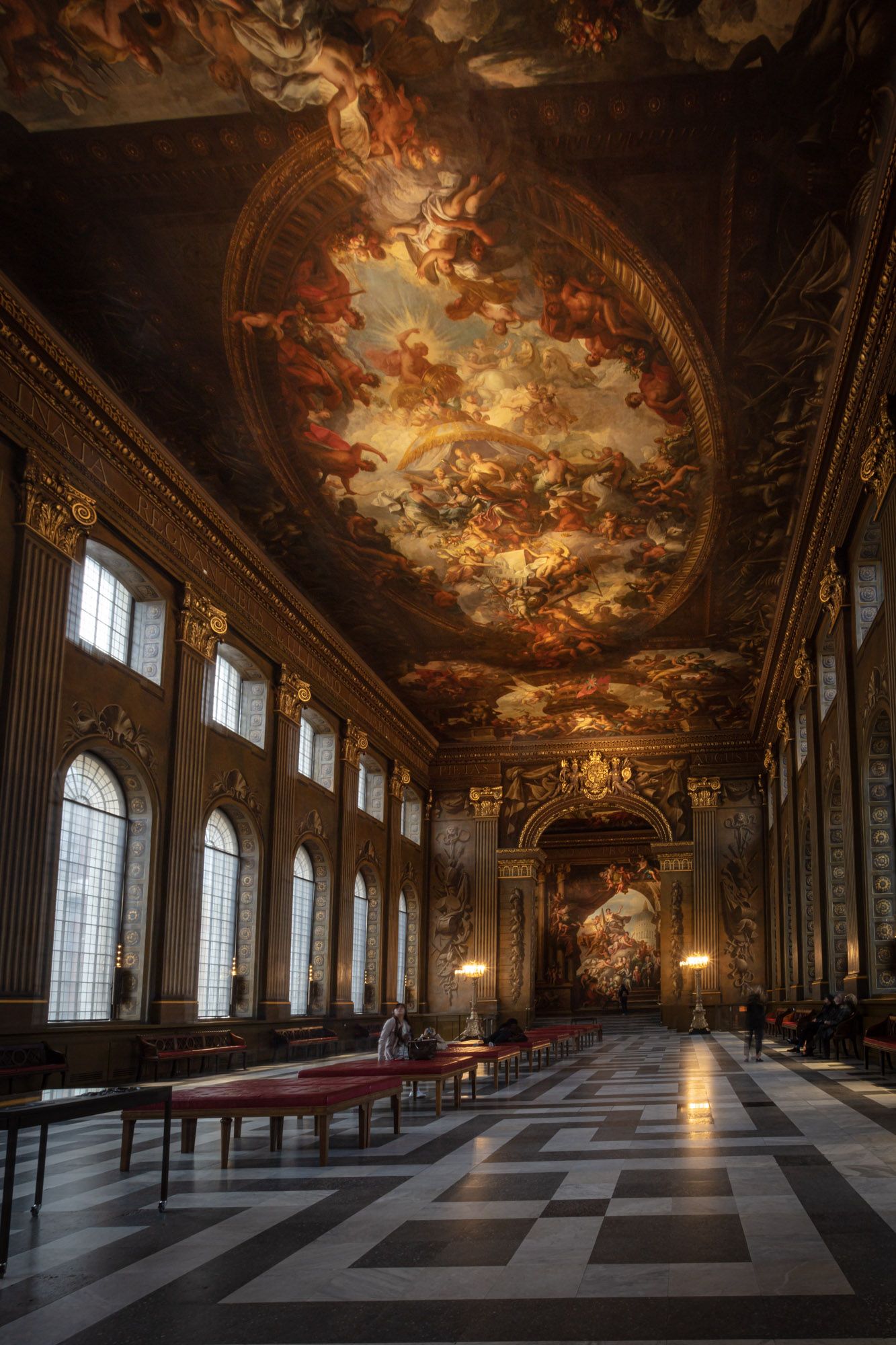
O Salão Pintado

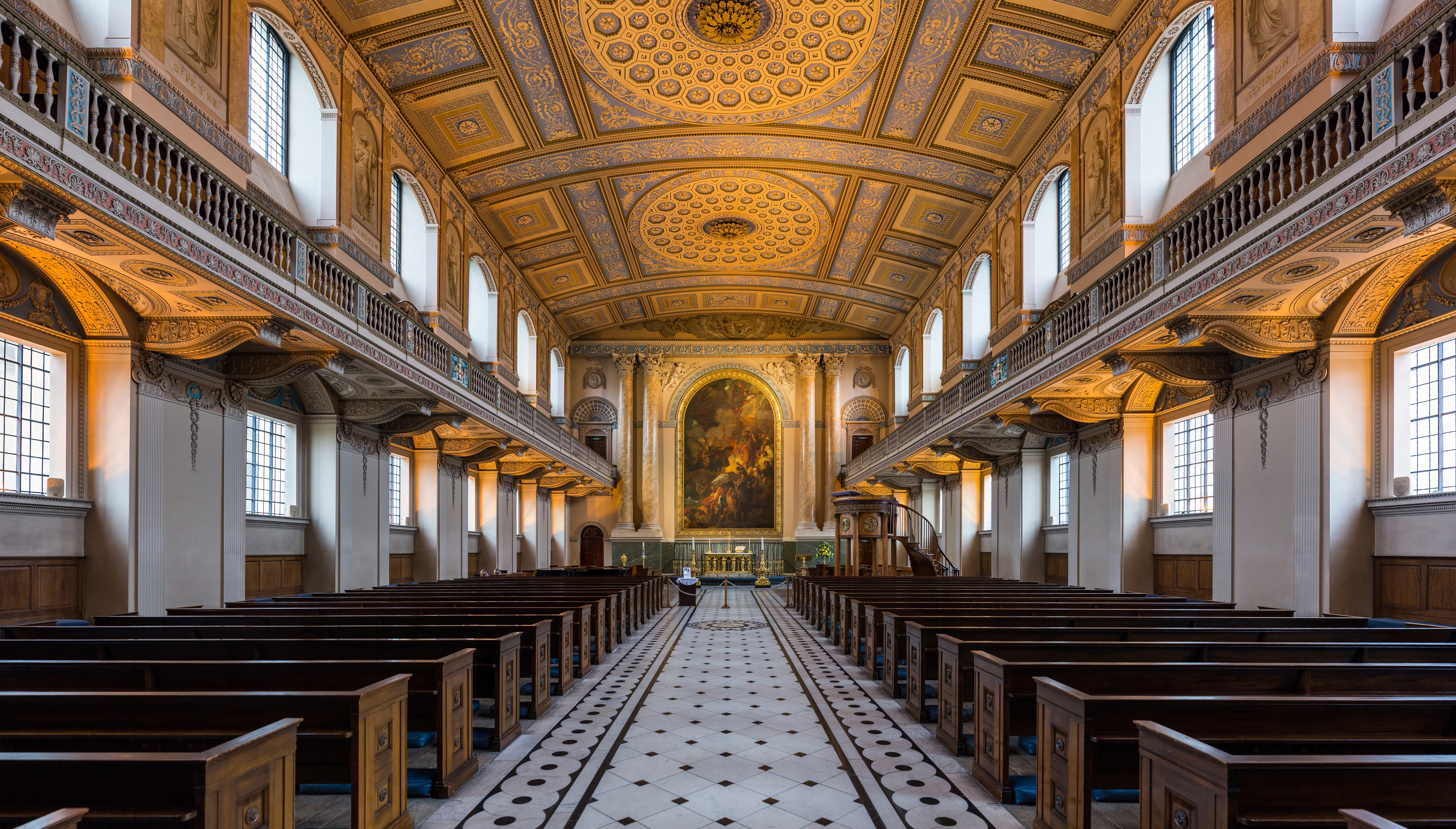
Capela, reformada por James Stuart após um incêndio

Hospital de Greenwich